# Arles-i Szent Caesarius
Arles-i Szent Caesarius (Chalon-sur-Saône, kb. 471 – Arles, 542. augusztus 27.) ókeresztény író, Arles metropolitája volt, Hippói Szent Ágoston híve. Poitiers-i Szent Hilár, Ruspei Szent Fulgentius, Szent Ambrus és Faustus riez-i püspök voltak rá nagy hatással.
A lerinumi kolostorban volt szerzetes, az apát azonban visszaküldte Arles-ba, mert Caesarius egészsége megrendült. Később Julianus Pomerius retorikai előadásainak hallgatója lett. Miután Eonius püspök pappá szentelte, egy Arles melletti kis kolostor apátja lett. 502-ben Arles érsekévé nevezték ki.
Leginkább egyházi szónokként volt ismert, 238 beszéde maradt fenn, ezekben a Bibliát magyarázza, különféle erkölcsi kérdéseket boncolgat és a keresztények még létező pogány szokásait helyteleníti.